# سید محمدرضا حسینیان
محمدرضا حسینیان (متولد ۳۰ خرداد ۱۳۵۲؛ تهران) از مجریان سابق صدا و سیمای جمهوری اسلامی ایران است. او در سال ۱۳۷۷ و در سن ۲۵ سالگی به‌عنوان مجری تلویزیون شبکه اول صدا و سیما و رادیو در تهران فعالیت خود را شروع کرد. وی مدیریت چندین مجلهٔ سرگرمی از جمله تپش، سیب سبز و زندگی ایده‌آل را برعهده داشته است. او دارای مدرک لیسانس رشته دامپروری و فوق لیسانس حقوق بین‌الملل با گرایش محیط است. 

## زندگی‌نامه
حسینیان در آخرین روزهای سال ۱۳۹۴ به گفتهٔ خود به‌دلیل فعالیت‌های سایتش، ممنوع‌التصویر شد. حسینیان اجرا را از صدا و سیمای مرکز گیلان آغاز کرده است.او در برنامه های تلویزیونی نیمرخ، پنجره، گلخانه، سفر به خیر و … به عنوان مجری حضور داشته است و به عنوان بازیگرِ شخصیتِ خودش، در مجموعه ی تلویزیونی مرد هزار چهره نقش آفرینی کرده است.
حسینیان اولین بنیان‌گذار و مدیرعامل تلویزیون اینترنتی در ایران بود. تی‌وی پلاس متعلق به وی است، همین سایت، او را وارد درگیری با حق پخش تلویزیونی کرد که سال‌ها در تلویزیون ممنوع‌التصویر شود. این در حالی است که وی کارمند رسمی و حقوق بگیر آن سازمان است.
حسینیان، مجری تلویزیون و مدیر و مسئول تی‌وی پلاس در غرفه خبرگزاری تسنیم در نمایشگاه مطبوعات گفت: «من با کلمه زرد مخالفتی ندارم. زرد برچسبی است که کسی به کسی می‌زند که این توانایی را ندارد. اگر مردم کسی را نخواهند، تلاش‌ها چه فایده‌ای دارد؟»
محمدرضا حسینیان در مصاحبه ای بیان کرد که: «در سال ۱۳۹۳ وب‌سایت تی‌وی پلاس را با این تفکر و با توجه به علاقه مردم، به فضای مجازی به عنوان یک شبکه تلویزیون اینترنتی راه‌اندازی کردیم.»